# 加藤嘉一
加藤 嘉一（かとう よしかず、1984年（昭和59年）4月28日 - ）は、日本出身のコラムニスト、ブロガー。
母国語の日本語のみならず、中国語や英語に通じる国際派コラムニストとして知られ、元々中国を活動拠点地としていたことから「中国で一番有名な日本人」とも称された。

## 経歴
静岡県の農家の家庭に長男として生まれる。
山梨学院大学附属高校卒業後、中国へ留学。北京大学を卒業し、同国際関係学院大学院修士課程修了。上海復旦大学新聞学院講座学者、慶應義塾大学SFC研究所訪問研究者、フェニックステレビコメンテーター、米ハーバード大学行政大学院・ケネディスクールAsh Centerフェロー（客員研究員）、世界経済フォーラムGSCメンバー、察哈尓学会研究員、遼寧大学客座教授などを務める。現在、香港大学アジアグローバル研究所兼任准教授、楽天証券経済研究所客員研究員。
また、国際コラムニストとして、『フィナンシャル・タイムズ』（中国版）、『ニューヨーク・タイムズ』（中国版）、香港『亜洲週刊』、『広州日報』、『The Nikkei Asia Review』、『日経ビジネスオンライン』、『ダイヤモンドオンライン』、などでコラムを執筆。

### 経歴詐称報道
2012年10月30日、『週刊文春WEB』のスクープ速報として経歴詐称疑惑が報道され、2012年10月31日、『週刊文春』にて、中国国内で「東京大学法学部への合格を蹴って中国に留学していた」と発言するなど複数の経歴詐称を行っていたことが報じられた。同日、所属事務所のホームページ上や自身の中国語版ツイッター（新浪微博）アカウントで、経歴詐称の事実を認め、謝罪した。
経歴詐称発覚後は、表立ったメディア出演の数を減らし、ハーバード大学に客員研究員として在籍後、ワシントンD.C.のジョンズ・ホプキンズ大学ポール・H・ニッツェ高等国際関係大学院（SAIS）に移った。2014年のインタビューは「事実と異なることを吹聴したのは東大受験と合格のことで、他は（週刊文春の）誇張や歪曲です」と答えた。
『週刊文春』による指摘の要点は以下の通りである。
- 中国語の著書において「自分は日本政府派遣留学生である」と記述している一方、日本語の著書では、「自分の留学費用は全額中国教育部が負担した」と記していた。
- 2011年以降、中国語・日本語いずれの著書にも、「北京大学朝鮮半島研究センター研究員」という肩書を入れていた。しかし、2012年5月に深圳テレビ系インターネット番組『中国時刻』は、「北京大学にはこのような名称の研究部門は存在しない」と報じた。また、北京大学朝鮮語学科も10月31日、環球時報記者に対し、「同学科の朝鮮半島研究センターが加藤氏と共同で研究を行ったことは、過去に一度もない」と実証した。
- 中国語の著書『中国的邏輯（中国のロジック）』において、「慶応大学SFC研究所上席研究員」という肩書が掲載されているが、実際にはただの訪問研究員（客員研究員）だった。
- 中国語による自伝『従伊豆到北京有多遠（伊豆から北京まで、どれだけ遠いか）』に、「小学3年生の時、柔道を3カ月間だけ練習して全国大会に出場、ベスト4入りを果たした」という記述がある。日本語の自伝では、この記述は「半年間練習して出場し、ベスト8入りした」に変えられていた。

## 著作

### 日本語の著作
- 『中国人は本当にそんなに日本人が嫌いなのか』ディスカヴァー・トゥエンティワン〈ディスカヴァー携書 57〉、2011年3月19日。ISBN 978-4-7993-1002-1。 - 年譜あり。
- 李小牧 共著『常識外日中論』メディア総合研究所、2011年4月25日。ISBN 978-4-944124-45-9。
- 『われ日本海の橋とならん　内から見た中国、外から見た日本-そして世界』ダイヤモンド社、2011年7月。ISBN 978-4-478-01647-3。
- 『いま中国人は何を考えているのか』日本経済新聞出版社〈日経プレミアシリーズ 151〉、2012年2月。ISBN 978-4-532-26151-1。
- 『北朝鮮スーパーエリート達から日本人への伝言』講談社〈講談社+α新書 587-1C〉、2012年2月20日。ISBN 978-4-06-272754-9。
- 『脱・中国論　日本人が中国とうまく付き合うための56のテーゼ』日経BP社(出版) 日経BPマーケティング(発売)、2012年6月25日。ISBN 978-4-8222-4913-7。
- 『逆転思考　激動の中国、ぼくは駆け抜けた』集英社、2012年10月26日。ISBN 978-4-08-780660-1。
- 古市憲寿 共著『頼れない国でどう生きようか』PHP研究所〈PHP新書 829〉、2012年10月15日。ISBN 978-4-569-80817-8。
- 『「不器用」を武器にする41の方法』サンマーク出版、2013年7月10日。ISBN 978-4-7631-3270-3。
- 原田曜平 共著『これからの中国の話をしよう』講談社、2013年8月5日。ISBN 978-4-06-218411-3。
- 岩瀬大輔 ほか『5年後働く自分の姿が見えますか？』角川書店(出版) KADOKAWA(発売)〈角川oneテーマ21 C-253〉、2013年9月20日。ISBN 978-4-04-110547-4。 - 執筆者：岩瀬大輔・飯田泰之・古市憲寿・駒崎弘樹・経沢香保子・為末大・田端信太郎・加藤嘉一。
- 川本裕子 編著 著「意識の上でグローバル化が進む中国の大学や企業」、早稲田大学ファイナンス研究センター 編『中国ビジネスを理解する　大局をつかむ11の論点』中央経済社、2013年12月17日。ISBN 978-4-502-08470-6。
- 田原総一朗、加藤嘉一 ほか述「提言3　中国の「本音」はどこにある？」『日本を変える！若手論客20の提言』潮出版社、2014年6月5日。ISBN 978-4-267-01978-4。
- 『たった独りの外交録　中国・アメリカの狭間で、日本人として生きる』晶文社、2014年10月10日。ISBN 978-4-7949-6857-9。
- 『中国民主化研究　紅い皇帝・習近平が2021年に描く夢』ダイヤモンド社、2015年7月31日。ISBN 978-4-478-03923-6。
- 『習近平はトランプをどう迎え撃つか　中国の世界戦略と日本の針路』潮出版社〈潮新書 011〉、2017年10月5日。ISBN 978-4-267-02106-0。

### 中国語の著作
- 山奇; 加藤嘉一 共著 (2007-8). 七日谈：来自民间的中日对话. 中国: 新华出版社. ISBN 978-7-5011-8050-9
- 小原雅博 (2009-1). 日本走向何方. 加藤嘉一 訳. 中国: 中信出版社. ISBN 978-7-508-61358-1 - 小原雅博『国益と外交』の訳書。
- 以谁为师？—一个日本80后对中日关系的观察与思考. 中国: 东方出版社. (2009-6). ISBN 978-7-506-03525-5
- 从伊豆到北京有多远. 中国: 凤凰出版传媒集团、江苏文艺出版社. (2010-6). ISBN 978-7-539-93743-4
  -  從伊豆到北京有多遠. 香港: 明報出版社有限公司. (2011-12). ISBN 978-988-8134-29-8
- 中国，我误解你了吗？. 中国: 华文出版社. (2010-8). ISBN 978-7-507-53220-3
- 中国的逻辑：一位日本青年所看到的中国. 中国: 云南人民出版社. (2011-5). ISBN 978-7-222-07303-6
- 愛國賊. 台北: 大塊文化出版股份有限公司. (2011-5). ISBN 978-986-213-256-2
- 岩崎夏海 (2011-7). 如果高中棒球队女子经理读了彼得・德鲁克. 文学森林12. 加藤嘉一 訳. 台湾: 新経典図文伝播有限公司. ISBN 978-986-870364-3 - 『もしドラ』の訳書。
  - 岩崎夏海 (2011-9). 如果高中棒球队女子经理读了彼得・德鲁克. 加藤嘉一 訳. 中国: 南海出版公司. ISBN 978-7-5442-5209-6 - 『もしドラ』の訳書。
- 日本的逻辑. 中国: 光明日报出版社. (2011-11). ISBN 978-7-5112-1809-4
- 加藤嘉一：致困惑中的年轻人. 中国: 凤凰出版社. (2012-3). ISBN 978-7-5506-1054-5
- 日本鏡子. 香港: 明報出版社有限公司. (2012-10). ISBN 978-988-8135-89-9
- 加藤嘉一的留言：其实离不开. 北京: 東方出版社. (2013-5). ISBN 978-7-506-07035-5 - 加藤 (2011d)の訳書。
- 我在中國的那些日子. 香港: 明報出版社有限公司. (2013-10). ISBN 978-988-8207-63-3